# The Protégé
The Protégé (bra: A Profissional; prt: A Protegida) é um filme de ação de suspense estadunidense de 2021 dirigido por Martin Campbell, escrito por Richard Wenk e estrelado por Michael Keaton, Maggie Q e Samuel L. Jackson. O elenco de apoio é composto por Patrick Malahide, David Rintoul, Ori Pfeffer, Ray Fearon, Caroline Loncq e Robert Patrick. O filme foi lançado em 20 de agosto de 2021 pela Lionsgate. Recebeu críticas mistas dos críticos de cinema e arrecadou US$ 8 milhões.

## Enredo
Resgatada ainda criança pelo lendário assassino Moody, Anna é a assassina contratada mais habilidosa. No entanto, quando Moody é brutalmente assassinado, ela jura vingança pelo homem que lhe ensinou o que ela sabe.

## Elenco
- Maggie Q como Anna Dutton
  - Eva Nguyen Thorsen como a jovem Anna Dutton
- Samuel L. Jackson como Moody Dutton
- Michael Keaton como Michael Rembrandt
- Robert Patrick como Billy Boy
- Patrick Malahide como Vohl
- David Rintoul como Edward Hayes
- Ori Pfeffer como Atenas
- Ray Fearon como Duquet
- Caroline Loncg como Claudia
- Florin Piersic Jr. como Ram
- Tudor Chirilă como Petru
- Velizar Binev como Don Preda
- George Piștereanu como Vali
- Alexandru Bordea como o pai de Anna
- Tanja Keller como a mãe de Anna

## Produção
Em outubro de 2017, foi anunciado que Gong Li se juntou ao elenco do filme, então intitulado Ana, com Martin Campbell dirigindo a partir de um roteiro de Richard Wenk. Em novembro de 2019, foi anunciado que Michael Keaton, Samuel L. Jackson e Maggie Q se juntaram ao elenco do filme.
A fotografia principal começou em janeiro de 2020 com o título The Asset. As filmagens aconteceram em Bucareste, Londres e Da Nang.

## Lançamento
O filme foi lançado nos cinemas em 20 de agosto de 2021, pela Lionsgate. Foi programado para ser lançado em 23 de abril de 2021.

## Recepção

### Bilheteria
Nos Estados Unidos e Canadá, The Protégé foi lançado ao lado de Reminiscence, The Night House e PAW Patrol: The Movie, e foi projetado para arrecadar cerca de $5 milhões em 2.577 cinemas em seu fim de semana de estreia. O filme arrecadou S$1.1 milhão em seu primeiro dia e estreou com apenas S$2.9 milhões, terminando em sétimo lugar nas bilheterias. O filme caiu 44% em seu segundo fim de semana para $1.6 milhão.

## Resposta crítica
O site agregador de resenhas Rotten Tomatoes relata uma taxa de aprovação de 60% com base em 88 resenhas, com uma classificação média de 5.80/10. O consenso crítico do site diz: "Maggie Q ainda está esperando pelo filme de ação que realmente a merece -- mas até então, The Protégé bate forte o suficiente para satisfazer." No Metacritic, o filme tem uma pontuação média ponderada de 48 de 100 com base em 27 críticos, indicando "críticas mistas ou médias". O público entrevistado pela CinemaScore deu ao filme uma nota média de "B" em uma escala de A+ a F, enquanto PostTrak relatou que 76% dos membros da audiência deram uma pontuação positiva, com 50% dizendo que definitivamente o recomendariam.
Marc Zirogiannis da Taekwondo Life Magazine escreveu: "Este filme cheio de estilo é imperdível para os fãs de filmes de ação."